# Bergtheim
Bergtheim település Németországban, azon belül Bajorországban. Lakosainak száma 3890 fő (2023. december 31.). Bergtheim Hausen bei Würzburg és Unterpleichfeld községekkel határos.

## Népesség
A település népessége az elmúlt években az alábbi módon változott:
| Lakosok száma | 743  | 1527 | 1909 | 2874 | 3477 | 3578 | 3632 | 3590 | 3845 | 3890 |
|               | 1875 | 1950 | 1975 | 1987 | 2012 | 2014 | 2016 | 2017 | 2021 | 2023 |